# Comitès Olímpics Europeus
Els Comitès Olímpics Europeus és una organització que fa de paraigua dels comitès olímpics estatals. Té la seu a Roma, Itàlia, i està formada per 50 Comitès Olímpics Nacionals del continent europeu. Entre altres funcions, l'EOC organitza tres grans esdeveniments poliesportius. Aquests són el Festival Olímpic Europeu de la Joventut, els Jocs dels Petits Estats d' Europa i els Jocs Europeus.
L'EOC no té cap connexió amb un altre esdeveniment multiesportiu anomenat Campionats d'Europa, que estan organitzats per diverses associacions esportives específiques d'Europa.

## Països membres
A la taula següent també s'indica l'any en què l'organisme va ser reconegut pel Comitè Olímpic Internacional (COI) si és diferent de l'any en què es va crear.
| Estat                  | Codi | Comitè Olímpic Nacional                                                | President                       | Creat/Reconegut           | Ref. |
| ---------------------- | ---- | ---------------------------------------------------------------------- | ------------------------------- | ------------------------- | ---- |
| Albania                | ALB  | Albanian National Olympic Committee                                    | Viron Bezhani                   | 1958/1959                 |      |
| Andorra                | AND  | Comitè Olímpic d'Andorra                                               | Jaume Marti Mandico             | 1971/1975                 |      |
| Armenia                | ARM  | Armenian Olympic Committee                                             | Gagik Tsarukyan                 | 1990/1993                 |      |
| Austria                | AUT  | Austrian Olympic Committee                                             | Karl Stoss                      | 1908/1912                 |      |
| Azerbaijan             | AZE  | National Olympic Committee of the Azerbaijani Republic                 | Ilham Aliyev                    | 1992/1993                 |      |
| Belarus                | BLR  | Belarus Olympic Committee                                              | Victor Lukashenko               | 1991/1993                 |      |
| Belgium                | BEL  | Belgian Olympic and Interfederal Committee                             | Pierre-Olivier Beckers-Vieujant | 1906                      |      |
| Bosnia and Herzegovina | BIH  | Olympic Committee of Bosnia and Herzegovina                            | Marijan Kvesić                  | 1992/1993                 |      |
| Bulgaria               | BUL  | Bulgarian Olympic Committee                                            | Stefka Kostadinova              | 1923/1924                 |      |
| Croatia                | CRO  | Croatian Olympic Committee                                             | Zlatko Mateša                   | 1991/1993                 |      |
| Cyprus                 | CYP  | Cyprus Olympic Committee                                               | George Chrysostomou             | 1974/1978                 |      |
| Czech Republic         | CZE  | Czech Olympic Committee                                                | Jiří Kejval                     | 1899/1993                 |      |
| Denmark                | DEN  | National Olympic Committee and Sports Confederation of Denmark         | Hans Natorp                     | 1905                      |      |
| Estonia                | EST  | Estonian Olympic Committee                                             | Urmas Sõõrumaa                  | 1923/1991                 |      |
| Finland                | FIN  | Finnish Olympic Committee                                              | Timo Ritakallio                 | 1907                      |      |
| France                 | FRA  | French National Olympic and Sports Committee                           | Brigitte Henriques              | 1894                      |      |
| Georgia                | GEO  | Georgian National Olympic Committee                                    | Leri Khabelov                   | 1989/1993                 |      |
| Germany                | GER  | German Olympic Sports Confederation                                    | Alfons Hörmann                  | 1895                      |      |
| Great Britain          | GBR  | British Olympic Association                                            | Sir Hugh Robertson              | 1905                      |      |
| Greece                 | GRE  | Hellenic Olympic Committee                                             | Spyros Capralos                 | 1894/1895                 |      |
| Hungary                | HUN  | Hungarian Olympic Committee                                            | Krisztián Kulcsár               | 1895                      |      |
| Iceland                | ISL  | National Olympic and Sports Association of Iceland                     | Larus L. Blöndal                | 1921/1935                 |      |
| Ireland                | IRL  | Olympic Federation of Ireland                                          | Sarah Keane                     | 1922                      |      |
| Israel                 | ISR  | Comitè Olímpic d'Israel                                                | Igal Carmi                      | 1933/1952                 |      |
| Italy                  | ITA  | Comitè Olímpic Nacional Italià                                         | Giovanni Malagò                 | 1908/1915                 |      |
| Kosovo                 | KOS  | Comitè Olímpic Kosovar                                                 | Ismet Krasniqi                  | 1992/2014                 |      |
| Latvia                 | LAT  | Comitè Olímpic Letó                                                    | Žoržs Tikmers                   | 1922/1991                 |      |
| Liechtenstein          | LIE  | Liechtenstein Olympic Committee                                        | Isabel Fehr                     | 1935                      |      |
| Lithuania              | LTU  | National Olympic Committee of Lithuania                                | Daina Gudzinevičiūtė            | 1924/1991                 |      |
| Luxembourg             | LUX  | Comitè Olímpic i Esportiu Luxemburguès                                 | André Hoffmann                  | 1912                      |      |
| Malta                  | MLT  | Malta Olympic Committee                                                | Julian Pace Bonello             | 1928/1936                 |      |
| Moldova                | MDA  | National Olympic Committee of the Republic of Moldova                  | Nicolae Juravschi               | 1991/1993                 |      |
| Monaco                 | MON  | Monégasque Olympic Committee                                           | Albert II de Mònaco             | 1907/1953                 |      |
| Montenegro             | MNE  | Montenegrin Olympic Committee                                          | Dušan Sinomović                 | 2006/2007                 |      |
| Netherlands            | NED  | Dutch Olympic Committee*Dutch Sports Federation                        | André Bolhuis                   | 1912                      |      |
| North Macedonia        | MKD  | Olympic Committee of North Macedonia                                   | Vasil Tupurkovski               | 1992/1993                 |      |
| Norway                 | NOR  | Norwegian Olympic and Paralympic Committee and Confederation of Sports | Berit Kjøll                     | 1900                      |      |
| Poland                 | POL  | Polish Olympic Committee                                               | Andrzej Kraśnicki               | 1918/1919                 |      |
| Portugal               | POR  | Olympic Committee of Portugal                                          | José Manuel Constantino         | 1909                      |      |
| Romania                | ROU  | Romanian Olympic and Sports Committee                                  | Mihai Covaliu                   | 1914                      |      |
| Russia                 | RUS  | Russian Olympic Committee                                              | Stanislav Pozdnyakov            | 1911/1912 (restored 1993) |      |
| San Marino             | SMR  | Sammarinese National Olympic Committee                                 | Gian Primo Giardi               | 1959                      |      |
| Serbia                 | SRB  | Olympic Committee of Serbia                                            | Božidar Maljković               | 1911/1912 (restored 2006) |      |
| Slovakia               | SVK  | Slovak Olympic and Sports Committee                                    | Anton Siekel                    | 1992/1993                 |      |
| Slovenia               | SLO  | Slovenian Olympic Committee                                            | Bogdan Gabrovec                 | 1991/1993                 |      |
| Spain                  | ESP  | Comitè Olímpic Espanyol                                                | Alejandro Blanco Bravo          | 1912                      |      |
| Sweden                 | SWE  | Swedish Olympic Committee                                              | Mats Årjes                      | 1913                      |      |
| Switzerland            | SUI  | Swiss Olympic Association                                              | Jürg Stahl                      | 1912                      |      |
| Turkey                 | TUR  | Turkish Olympic Committee                                              | Uğur Erdener                    | 1908/1911                 |      |
| Ukraine                | UKR  | National Olympic Committee of Ukraine                                  | Serhiy Bubka                    | 1990/1993                 |      |

### Antics membres
| Estat                 | Codi | Comitè Olímpic Nacional               | Creat/Reconegut | Dissolt |
| --------------------- | ---- | ------------------------------------- | --------------- | ------- |
| Czechoslovakia        | TCH  | Comitè Olímpic Txecoslovac            | 1919            | 1992    |
| East Germany          | RDA  | Comitè Olímpic Nacional de la RDA     | 1951/1968       | 1990    |
| Serbia and Montenegro | SCG  | Comitè Olímpic de Sèrbia i Montenegro | 2003            | 2006    |
| Unió Soviètica        | URS  | Comitè Olímpic Soviètic               | 1951            | 1992    |
| Yugoslavia            | YUG  | Comitè Olímpic Iugoslau               | 1919/1920       | 2003    |